# Продан (Албанија)
Продан (алб. Prodan) је насељено место у општини Либражд у округу Елбасан, Албанија. Према попису из 1989. године било је 206 становника.
Продан се понекад сматра делом области Голо брдо.